# Simulium rayohense
Simulium rayohense es una especie de insecto del género Simulium, familia Simuliidae, orden Diptera.
Fue descrita científicamente por Smart & Clifford, 1969.